# Notopedaria
Notopedaria là một chi bọ cánh cứng thuộc họ Scarabaeidae.